# 日清食品 THE MANZAI
『日清食品 THE MANZAI 年間最強漫才師決定トーナメント!』（にっしんしょくひん ザ・マンザイ ねんかんさいきょうまんざいしけっていトーナメント!）は、2011年から2014年まで開催されていた吉本興業が主催する漫才のコンクール。また、決勝戦が年末にフジテレビ系列で生放送されていたお笑い演芸特別番組。
決勝大会の番組の正式タイトルは、2011年のみが『THE MANZAI 2011 年間最強漫才師決定トーナメント! 栄光の決勝大会』、2012年からは『日清食品 THE MANZAI 20○○（西暦年） 年間最強漫才師決定トーナメント! 栄光の決勝大会』となった。
2010年まで若手漫才師のコンテストとして行われていた『M-1グランプリ』（朝日放送・テレビ朝日系列）の後継プロジェクトとして、1980年代に放送されていた『THE MANZAI』を復活させる形で開催された。2014年に本大会は終了し、2015年からはテレビ朝日系列で『M-1グランプリ』が再び開催され、漫才のコンテストはそちらに移行された。
同年から『THE MANZAI マスターズ』が放送され、1980年代の『THE MANZAI』のように漫才師が一堂に会する祭典的な番組として、収録放送となり、コンテスト的なものとしては、主催者が推薦した若手・中堅の漫才師が『マスターズ』本編への出演権をかけて行う『THE MANZAIプレマスターズ』が放送の直前に関東ローカルで放送されている。2023年からは同局で結成16年以上が対象の『THE SECOND 〜漫才トーナメント〜』も放送されている。

## 概要
1980年代に漫才ブームを巻き起こしたネタ見せ番組『THE MANZAI』を復活させる形で開催される。これまで同番組は、2001年に『THE MANZAI2001 ヤングライオン杯』として復活放送されたが、エントリー形式で本格的に優勝者を決める大会として開催するのは初である。2011年1月に、フジテレビ側が、M-1グランプリなどの大会運営のノウハウを持つ吉本興業に話し合いを持ちかけ、開催する運びとなった。「ネタブームが一段落し、お笑い芸人にとって最も大切なネタという部分をいかに盛り上げていくか」というフジテレビ側の思いに吉本興業が賛同した形だった。2012年から日清食品が冠スポンサーとして名が入る。
M-1グランプリと同じく、発案者である島田紳助が大会審査委員長を務める予定だったが、紳助が自らの不祥事を理由に2011年8月23日に芸能界を引退。この影響で一時、計画が白紙になったと報じられたが、その後、2011年10-11月に行われる本選サーキットと12月の決勝は当初の予定通り開催される事が発表された。司会は『FNS27時間テレビ めちゃ2デジッてるッ! 笑顔になれなきゃテレビじゃないじゃ～ん!!』においての紳助による指名でナインティナインに決まった。また、紳助に替わる大会の顔として、かつてコンビとして『THE MANZAI』のすべての回に出演したビートたけしが大会最高顧問を担当することになり、「オレたちひょうきん族」のたけしと、「めちゃ×2イケてるッ!」のナイナイという、新旧の土曜8時の顔が司会を担当することになり、決勝大会の審査委員長については空席となった。
過去の吉本興業主催の演芸コンテストとは異なり、優勝しても賞金は贈呈されないが、代わりに冠番組（後述）が贈られた。

## 出場資格
出場資格は主に以下の二つ。
- プロの漫才師であること
年齢・芸歴・所属事務所の制限はない。逆に、アマチュア・劇団員の参加は不可となる[注 2]。
- 2人組以上のユニットであること[注 3]
1人（ピン芸人）の参加は不可となる。

エントリー方法は、エントリー期間内に指定のエントリー用紙に必要事項を記入し、事務局宛に郵送する。参加費は2000円。ただし、前年度の認定漫才師は参加費は免除となる。

## 予選・本戦

### 1回戦・2回戦
6月から8月にかけて予選（1回戦・2回戦）を開催。1回戦は東京・札幌・大阪・名古屋・広島・福岡の6地区で随時行い、300組を選出。大阪・東京で2回戦をその300組で行う。
2回戦までの予選で、50組の認定漫才師を選抜。認定漫才師は「本戦サーキット」（後述）へ出場する。認定漫才師には特典として次回大会のシード権が与えられ、1回戦が免除。また、エントリー代の支払いも不要となる。
また、認定漫才師に選抜された芸人には、裏面にそれぞれコンビ名が記された番組特製の認定バッジが贈呈される。

### 本戦サーキット
本戦サーキットとは、12月に開催される決勝大会の進出者を決定するためのサーキットで、いわゆる準決勝に相当する。このサーキットにより、認定漫才師の中から決勝進出者を選出する。決勝進出枠は、第1回大会は16組、第2回大会以降は12組となっている。
本戦サーキットは10月から11月にかけて5回開催され、認定漫才師はいずれかのサーキットに計2回出場する。各サーキット会場では、毎回20組が出場しネタを披露する。
サーキットでは5人の審査員が100点満点方式で審査を行い、認定漫才師に順位をつける。その順位に応じて認定漫才師にはサーキットポイントが振り分けられる。本戦サーキット全行程終了後、2回のサーキットポイントの合計によってサーキットランキングを決定。ランキング上位の芸人には大会最高顧問のビートたけしからガラス板に封入された招待状が贈られ、決勝大会に出場する。
| 順位     | 1位 | 2位 | 3位 | 4位 | 5位 | 6位 | 7位 | 8位 | 9位 | 10位 | 11位 | 12位 | 13位 | 14位 | 15位 | 16位 | 17位以下 |
| -------- | --- | --- | --- | --- | --- | --- | --- | --- | --- | ---- | ---- | ---- | ---- | ---- | ---- | ---- | -------- |
| ポイント | 20  | 16  | 14  | 13  | 12  | 11  | 10  | 9   | 8   | 7    | 6    | 5    | 4    | 3    | 2    | 1    | 0        |

また、サーキットランキング12位〜20位（第1回大会のみ16位〜25位）に入った認定漫才師（9〜10組）は『ワイルドカード決定戦』に進出。ワイルドカード決定戦はサーキットランキング下位の組から順にネタを披露し、審査によって順位を決定。1位になった芸人が決勝進出となる。
もしサーキットランキングが2組以上同率となった場合は、以下の方法で順位を決定していく。
1. 5回の本戦サーキットでの最高順位が高い組を上位とする。
2. 5回の本戦サーキットのいずれかで直接対決していた場合は、順位が高い組を上位とする。
3. 上記1、2のどちらかでも決まらなかった場合は抽選により上位を決定する。

## 決勝大会
決勝大会の審査方法は、グループごと（ファイナルラウンドを含む）のコンビに対する計10票の記名投票制となる。その内容は以下の2種。
- プロ審査員9名が一番面白かった1組に投票する9票
- 一般視聴者審査員による採点「国民ワラテン」（後述）のポイントが1位を獲得した組に1票

獲得票数が同数になった場合は、(1)ワラテンポイント上位組　(2)サーキットランキング上位組の優先順で上位を決定する。
決勝に進出した芸人はA〜Cの3グループ（第1回大会のみA〜Dの4グループ）に振り分けられ対決するブロックトーナメント形式。振り分け方法は抽選会ならぬ「挑戦会」と銘打ち、サーキットランキング上位のコンビから順番に希望するグループを選択していく。選択の様子は、決勝大会の2週間前に放送される『THE MANZAI 201○ 決勝トーナメント組み合わせ挑戦会』にて生放送される。また、ファイナルラウンドのネタ順は第1回大会では、再度抽選で決定していたが、第2回大会以降では、グループA勝者→グループB勝者→グループC勝者という順番で固定されている。
決勝大会では、グループ戦(ファーストラウンド)と「ファイナルラウンド」の2段階にて優勝者を決定する。グループ戦では各グループごとに4組の芸人が1ネタを披露し、上記の審査方法にて1位を決定。各グループの1位の組がグループ勝者としてファイナルラウンドに進出する。ファイナルラウンドに進出した芸人3〜4組は一回戦とは別のもう1ネタを披露し、同様の審査方法で優勝を決定する。

### ワラテン
ワラテンとは、視聴者参加型の採点方式。視聴者はネタ中に携帯電話やスマートフォンからアクセスした『笑いボタン』設置ページを開いた状態で番組を視聴し、ネタ中に「あはははは」と笑う感覚で『笑いボタン』を押す（連打する）。『笑いボタン』を押した回数を100点満点に換算したものが「ワラテン」となる。そして、一般視聴者の「ワラテン」の平均を算出したものが「国民ワラテン」となる。このワラテンで最高得点を獲得した組にワラテン票が1票加算される。ワラテンが同点の場合は、本戦サーキット順位の上位の組に1票加算される。視聴者にウケればウケるほどグラフが高値安定となるためボケを量産するタイプのネタが有利である。
但し、テレビ大分やテレビ宮崎等、編成の関係上同日・後日への遅れネットとなる場合には視聴者によるワラテンでの採点ができなくなる。

## 出演者

### 大会最高顧問
- ビートたけし
  - 「最高顧問」の役割は、復活する『THE MANZAI』の象徴的存在にして最高責任者。審査には加わらないが、MC席に陣取り感想を述べる。本大会事務局は、大会立ち上げ当初より水面下でたけしへの協力を仰いでおり、たけしは「審査員以外」を条件に出演を引き受けた[9]。
  - 2011年は、レギュラー出演する『情報7days ニュースキャスター』（TBS系）の生放送があったため途中退席。代理として爆笑問題（#シークレットゲスト参照）が出演した。

### 決勝大会司会者
| 年   | 司会                                                   | その他                                                                                    |
| ---- | ------------------------------------------------------ | ----------------------------------------------------------------------------------------- |
| 2011 | ナインティナイン（岡村隆史・矢部浩之） 高島彩 佐野瑞樹 | 三田友梨佳：ワイルドカード決定戦会場のリポート担当 三宅正治：ファイナリストの到着時担当   |
| 2012 | ナインティナイン（岡村隆史・矢部浩之） 高島彩 佐野瑞樹 | 三田友梨佳：ワイルドカード決定戦会場のリポート担当 福永一茂：たけし最高顧問の開会宣言担当 |
| 2013 | ナインティナイン（岡村隆史・矢部浩之） 高島彩 佐野瑞樹 | 三田友梨佳・福永一茂：ワイルドカード決定戦・司会                                          |
| 2014 | ナインティナイン（岡村隆史・矢部浩之） 高島彩 佐野瑞樹 |                                                                                           |

### 決勝大会審査員
順番は舞台袖側から観客席への順。
| 年   | 審査員     | 審査員   | 審査員     | 審査員     | 審査員     | 審査員       | 審査員   | 審査員       | 審査員     |
| ---- | ---------- | -------- | ---------- | ---------- | ---------- | ------------ | -------- | ------------ | ---------- |
| 2011 | 西川きよし | 秋元康   | テリー伊藤 | 関根勤     | 大竹一樹   | 渡辺正行     | 木村祐一 | 天野ひろゆき | 高須光聖   |
| 2012 | 西川きよし | 秋元康   | テリー伊藤 | オール巨人 | 大竹まこと | ラサール石井 | 木村祐一 | 天野ひろゆき | 鈴木おさむ |
| 2013 | 西川きよし | 秋元康   | テリー伊藤 | オール巨人 | 大竹まこと | ラサール石井 | 木村祐一 | 天野ひろゆき | 高須光聖   |
| 2014 | 西川きよし | 志村けん | テリー伊藤 | オール巨人 | 大竹まこと | 春風亭小朝   | 渡辺正行 | 関根勤       | ヒロミ     |

- 当初は島田紳助が大会審査委員長を務める予定だったが、紳助の芸能界引退により空席（代役を置かず）とされた。

### シークレットゲスト
- 爆笑問題（太田光・田中裕二 / 2011年）
  - 一回戦終了後、『爆チュー問題』のリハーサル中に「強制的」に連れてこられた[注 9]。ファーストラウンドを勝ち抜いた4組の漫才師のネタリプレイと国民ワラテングラフの総評を行った。その後番組終了まで参加。実質、途中退席したたけしの代わりのような形。
- 尾上松也（2013年）
  - 番組冒頭に、開会宣言口上を行い、決勝サーキット出場者と競演挨拶した。
- テンダラー（2014年）
  - たけし最高顧問の開会宣言の中継レポーターとして、アメリカ・ロサンゼルスから登場したが、ナイナイにタイムラグのないことから近くのスタジオであることを見破られた。

### ワラテンテストプレイヤー
- ダイノジ（2011年本戦サーキット30位、獲得ワラテン53点）
- ウエストランド（2013年本戦サーキット25位、獲得ワラテン72点、『今夜7時から決勝!直前生放送スペシャル!!』に出演）
- トレンディエンジェル（2013年本戦サーキット28位、獲得ワラテン70点）
  - 営業形式のネタを披露、審査にはナイナイも参加した。

### スペシャルサポーター
- 指原莉乃（HKT48、2013年 - 2014年）

### 観覧ゲスト
『M-1グランプリ』『R-1ぐらんぷり』とは異なりゲスト席は設けられておらず、2011年の三中を除き、ゲストが観覧席に分散する形で着席している。2012年・2013年は「お笑い好きの有名人がお忍びで観覧に来た」という紹介が行われた。2014年はスペシャルサポーターの指原とビートきよしが観覧席前列に着席しており、両名の氏名も紹介された。
| 年   | ゲスト |
| ---- | --- |
| 2011 | 東ちづる、敦士、上原浩治、皆藤愛子、指原莉乃（当時AKB48）、三中元克、トリンドル玲奈、中村勘太郎、菜々緒          |
| 2012 | 與儀ケイラ・木下春奈・近藤里奈（当時NMB48）、指原莉乃（HKT48）、SHELLY、鈴木奈々、西川史子、マイケル富岡         |
| 2013 | 矢倉楓子・谷川愛梨・高野祐衣（NMB48）、内藤剛志、小島瑠璃子、住谷杏奈、田丸麻紀、吉本実憂、JOY、武井壮、長野美郷 |
| 2014 | ビートきよし |

### スペシャルナビゲーター（ナレーション）
- ジョン・カビラ（2011年 ‐ 2014年）

## 歴代優勝者
| 回 | 年     | コンビ名 所属事務所（当時）            | 決勝出場歴   | 結成年 | 出場組数 |
| -- | ------ | -------------------------------------- | ------------ | ------ | -------- |
| 1  | 2011年 | パンクブーブー よしもとCA 東京         | -            | 2001年 | 1516組   |
| 2  | 2012年 | ハマカーン ケイダッシュステージ        | 2年連続      | 2000年 | 1740組   |
| 3  | 2013年 | ウーマンラッシュアワー よしもとCA 東京 | 3年連続      | 2008年 | 1855組   |
| 4  | 2014年 | 博多華丸・大吉 よしもとCA 東京         | 3年ぶり2回目 | 1990年 | 1870組   |

- よしもとCA = よしもとクリエイティブ・エージェンシー

### 優勝者に贈られる商品
- 優勝トロフィー
- フジテレビの新番組（冠番組）のレギュラー権（いずれも深夜番組）

| 年   | 優勝者                 | 新番組              |
| ---- | ---------------------- | ------------------- |
| 2011 | パンクブーブー         | ミタパンブー        |
| 2012 | ハマカーン             | ハマ3               |
| 2013 | ウーマンラッシュアワー | TOKYOラッシュアワー |
| 2014 | 博多華丸・大吉         | 華丸大吉の2020      |

#### 副賞
- フジテレビの各バラエティ番組（大会翌日に生放送の『笑っていいとも!』や『めちゃ2イケてるッ!』など）への出演権。
- 特別協賛〈冠スポンサー〉の日清食品より日清食品製カップ麺（「どん兵衛きつねうどん」「どん兵衛天ぷらそば」「カップヌードル」「チキンラーメンどんぶり」「日清焼そばU.F.O.」など）
  - 2011年の第1回大会（この年は冠なし）は、「どん兵衛きつねうどん」「どん兵衛天ぷらそば」10年分（3650食×2セット）が贈呈。それが縁となり日清食品は2012年の第2回大会から大会冠スポンサーにつく事になり、正式名称大会名は日清食品 THE MANZAIとなった。以後、1商品につき開催回数×10年分（下記表参照）のカップ麺一式が贈呈されている。なお、2014年は「どん兵衛10年分=3650食分」などが贈呈された。
- 全国自治宝くじ事務協議会・みずほ銀行より2012年度年末ジャンボ宝くじ6000枚
  - 全国自治宝くじ事務協議会・みずほ銀行は2012年度よりシルバースポンサーとなり、『THE MANZAI』専用のCMも制作された。
- 第2回大会はテレビの前の視聴者にも優勝者予想クイズを実施して正解した視聴者から抽選で日清食品製品の1商品につき1か月分を120名にクリスマスプレゼントとして贈呈、総合計すると1商品につき10年分となる（優勝者と合わせると1商品につき30年分）。更に年末ジャンボ宝くじを1等・前後賞合わせて6億円に賭けて66枚を10名にプレゼント、総合計すると660枚になる（優勝者と合わせると6660枚贈呈）。

| 年   | 歴代優勝副賞（フジテレビの新番組のレギュラー権と共に） |
| ---- | --- |
| 2011 | 日清食品の「どん兵衛」シリーズからきつねうどんと天ぷらそばの両麺の10年分（3,650食×2セット＝7,300食分）                                                              |
| 2012 | 日清食品より同社製カップ麺・1商品につき20年分（前回のどん兵衛シリーズに加えて「カップヌードル」「チキンラーメンどんぶり」「日清焼そばU.F.O.」等が加わった）         |
| 2013 | 日清食品より同社製カップ麺・1商品につき30年分（「どん兵衛きつねうどん」「どん兵衛天ぷらそば」「カップヌードル」「チキンラーメンどんぶり」「日清焼そばU.F.O.」など） |
| 2014 | 日清どん兵衛10年分、どん兵衛屋渋谷駅ナカ店1年間食べ放題（招待券）、日清食品 THE MANZAI 優勝記念スペシャルCM出演権                                                   |

## 歴代決勝大会結果
- 所属事務所は出場当時。よしもとクリエイティブ・エージェンシーは「よしもとCA」と表記する。
- グループ戦敗退コンビはネタ順に記載し、得点による順位付けはしない。

| 金背景   | 1位通過・優勝 |
| 銀背景   | 2位通過       |
| 銅背景   | 3位通過       |
| 緑背景   | 4位通過       |
| 黒太文字 | 決め手        |

### 第1回（2011年）
| 成績           | コンビ名               | 所属事務所                     | 予選通過順位   | グループ |
| -------------- | ---------------------- | ------------------------------ | -------------- | -------- |
| 優勝           | パンクブーブー         | よしもとCA 東京                | 1位            | C        |
| 2位            | ナイツ                 | マセキ芸能社                   | 6位            | A        |
| 3位            | 千鳥                   | よしもとCA 大阪                | 5位            | D        |
| 4位            | Hi-Hi                  | ケイダッシュステージ           | 14位           | B        |
| グループ戦敗退 | 囲碁将棋               | よしもとCA 東京                | 15位           | A        |
| グループ戦敗退 | チキチキジョニー       | 松竹芸能                       | 11位           | A        |
| グループ戦敗退 | 磁石                   | ホリプロコム                   | 2位            | A        |
| グループ戦敗退 | テンダラー             | よしもとCA 大阪                | 7位            | B        |
| グループ戦敗退 | スリムクラブ           | よしもとCA 東京                | 4位            | B        |
| グループ戦敗退 | ハマカーン             | ケイダッシュステージ           | 3位            | B        |
| グループ戦敗退 | 学天即                 | よしもとCA 大阪                | 9位            | C        |
| グループ戦敗退 | 博多華丸・大吉         | よしもとCA 東京                | 13位           | C        |
| グループ戦敗退 | アルコ&ピース          | 太田プロダクション             | 10位           | C        |
| グループ戦敗退 | エルシャラカーニ       | サンミュージックプロダクション | 12位           | D        |
| グループ戦敗退 | ウーマンラッシュアワー | よしもとCA 大阪                | 8位            | D        |
| グループ戦敗退 | 銀シャリ               | よしもとCA 大阪                | ワイルドカード | D        |

| ネタ順 | コンビ名         | 得票数 | 西川 | 秋元 | テリー | 関根 | 大竹 | 渡辺 | 木村 | 天野 | 高須 | ワラテン |
| ------ | ---------------- | ------ | ---- | ---- | ------ | ---- | ---- | ---- | ---- | ---- | ---- | -------- |
| 1      | 囲碁将棋         | 0      |      |      |        |      |      |      |      |      |      | 74       |
| 2      | チキチキジョニー | 0      |      |      |        |      |      |      |      |      |      | 78       |
| 3      | ナイツ           | 8      | ○    |      |        | ○    | ○    | ○    | ○    | ○    | ○    | 89       |
| 4      | 磁石             | 2      |      | ○    | ○      |      |      |      |      |      |      | 80       |

| ネタ順 | コンビ名     | 得票数 | 西川 | 秋元 | テリー | 関根 | 大竹 | 渡辺 | 木村 | 天野 | 高須 | ワラテン |
| ------ | ------------ | ------ | ---- | ---- | ------ | ---- | ---- | ---- | ---- | ---- | ---- | -------- |
| 1      | Hi-Hi        | 3      |      |      |        | ○    |      |      |      | ○    |      | 75       |
| 2      | テンダラー   | 3      | ○    |      |        |      |      |      | ○    |      | ○    | 71       |
| 3      | スリムクラブ | 3      |      | ○    | ○      |      | ○    |      |      |      |      | 73       |
| 4      | ハマカーン   | 1      |      |      |        |      |      | ○    |      |      |      | 74       |

| ネタ順 | コンビ名       | 得票数 | 西川 | 秋元 | テリー | 関根 | 大竹 | 渡辺 | 木村 | 天野 | 高須 | ワラテン |
| ------ | -------------- | ------ | ---- | ---- | ------ | ---- | ---- | ---- | ---- | ---- | ---- | -------- |
| 1      | 学天即         | 0      |      |      |        |      |      |      |      |      |      | 58       |
| 2      | 博多華丸・大吉 | 1      |      |      |        | ○    |      |      |      |      |      | 76       |
| 3      | アルコ&ピース  | 0      |      |      |        |      |      |      |      |      |      | 73       |
| 4      | パンクブーブー | 9      | ○    | ○    | ○      |      | ○    | ○    | ○    | ○    | ○    | 81       |

| ネタ順 | コンビ名               | 得票数 | 西川 | 秋元 | テリー | 関根 | 大竹 | 渡辺 | 木村 | 天野 | 高須 | ワラテン |
| ------ | ---------------------- | ------ | ---- | ---- | ------ | ---- | ---- | ---- | ---- | ---- | ---- | -------- |
| 1      | エルシャラカーニ       | 0      |      |      |        |      |      |      |      |      |      | 75       |
| 2      | 千鳥                   | 8      | ○    |      |        | ○    | ○    | ○    | ○    | ○    | ○    | 77       |
| 3      | ウーマンラッシュアワー | 2      |      | ○    | ○      |      |      |      |      |      |      | 74       |
| 4      | 銀シャリ               | 0      |      |      |        |      |      |      |      |      |      | 76       |

| ネタ順 | コンビ名       | 得票数 | 西川 | 秋元 | テリー | 関根 | 大竹 | 渡辺 | 木村 | 天野 | 高須 | ワラテン |
| ------ | -------------- | ------ | ---- | ---- | ------ | ---- | ---- | ---- | ---- | ---- | ---- | -------- |
| 1      | Hi-Hi          | 0      |      |      |        |      |      |      |      |      |      | 81       |
| 2      | ナイツ         | 3      |      |      |        | ○    | ○    |      |      |      |      | 82       |
| 3      | パンクブーブー | 5      | ○    | ○    | ○      |      |      | ○    |      | ○    |      | 76       |
| 4      | 千鳥           | 2      |      |      |        |      |      |      | ○    |      | ○    | 78       |

備考
- この回のみ、4グループ16組で争われた。
- グループBでハマカーン以外の3組が3票で並んだ。大会規定により、国民ワラテン票を獲得したHi-Hiがファイナルラウンドに進出した。
- 『THE MANZAI』の歴代優勝者は、いずれもこの回の決勝進出コンビである。

### 第2回（2012年）
| 成績           | コンビ名               | 所属事務所                     | 決勝出場歴 | 予選通過順位   | グループ |
| -------------- | ---------------------- | ------------------------------ | ---------- | -------------- | -------- |
| 優勝           | ハマカーン             | ケイダッシュステージ           | 2年連続    | 5位            | A        |
| 2位            | 千鳥                   | よしもとCA 大阪                | 2年連続    | 1位            | B        |
| 2位            | アルコ&ピース          | 太田プロダクション             | 2年連続    | 7位            | C        |
| グループ戦敗退 | テンダラー             | よしもとCA 大阪                | 2年連続    | 11位           | A        |
| グループ戦敗退 | ウーマンラッシュアワー | よしもとCA 大阪                | 2年連続    | 6位            | A        |
| グループ戦敗退 | オジンオズボーン       | 松竹芸能                       | 初出場     | 2位            | A        |
| グループ戦敗退 | トレンディエンジェル   | よしもとCA 東京                | 初出場     | 10位           | B        |
| グループ戦敗退 | NON STYLE              | よしもとCA 東京                | 初出場     | 9位            | B        |
| グループ戦敗退 | 磁石                   | ホリプロコム                   | 2年連続    | 4位            | B        |
| グループ戦敗退 | スーパーマラドーナ     | よしもとCA 大阪                | 初出場     | 8位            | C        |
| グループ戦敗退 | 笑い飯                 | よしもとCA 東京                | 初出場     | 3位            | C        |
| グループ戦敗退 | エルシャラカーニ       | サンミュージックプロダクション | 2年連続    | ワイルドカード | C        |

| ネタ順 | コンビ名               | 得票数 | 西川 | 秋元 | テリー | 巨人 | 石井 | 大竹 | 木村 | 天野 | 鈴木 | ワラテン |
| ------ | ---------------------- | ------ | ---- | ---- | ------ | ---- | ---- | ---- | ---- | ---- | ---- | -------- |
| 1      | テンダラー             | 1      | ○    |      |        |      |      |      |      |      |      | 78       |
| 2      | ウーマンラッシュアワー | 3      |      | ○    | ○      | ○    |      |      |      |      |      | 79       |
| 3      | ハマカーン             | 4      |      |      |        |      | ○    | ○    | ○    | ○    |      | 78       |
| 4      | オジンオズボーン       | 2      |      |      |        |      |      |      |      |      | ○    | 89       |

| ネタ順 | コンビ名             | 得票数 | 西川 | 秋元 | テリー | 巨人 | 石井 | 大竹 | 木村 | 天野 | 鈴木 | ワラテン |
| ------ | -------------------- | ------ | ---- | ---- | ------ | ---- | ---- | ---- | ---- | ---- | ---- | -------- |
| 1      | トレンディエンジェル | 0      |      |      |        |      |      |      |      |      |      | 84       |
| 2      | NON STYLE            | 4      |      | ○    |        | ○    |      | ○    |      |      |      | 90       |
| 3      | 磁石                 | 0      |      |      |        |      |      |      |      |      |      | 77       |
| 4      | 千鳥                 | 6      | ○    |      | ○      |      | ○    |      | ○    | ○    | ○    | 85       |

| ネタ順 | コンビ名           | 得票数 | 西川 | 秋元 | テリー | 巨人 | 石井 | 大竹 | 木村 | 天野 | 鈴木 | ワラテン |
| ------ | ------------------ | ------ | ---- | ---- | ------ | ---- | ---- | ---- | ---- | ---- | ---- | -------- |
| 1      | スーパーマラドーナ | 0      |      |      |        |      |      |      |      |      |      | 69       |
| 2      | アルコ&ピース      | 9      | ○    | ○    | ○      | ○    | ○    | ○    | ○    | ○    | ○    | 72       |
| 3      | 笑い飯             | 1      |      |      |        |      |      |      |      |      |      | 78       |
| 4      | エルシャラカーニ   | 0      |      |      |        |      |      |      |      |      |      | 71       |

| ネタ順 | コンビ名      | 得票数 | 西川 | 秋元 | テリー | 巨人 | 石井 | 大竹 | 木村 | 天野 | 鈴木 | ワラテン |
| ------ | ------------- | ------ | ---- | ---- | ------ | ---- | ---- | ---- | ---- | ---- | ---- | -------- |
| 1      | ハマカーン    | 8      | ○    |      | ○      | ○    | ○    | ○    | ○    | ○    | ○    | 77       |
| 2      | 千鳥          | 1      |      |      |        |      |      |      |      |      |      | 84       |
| 3      | アルコ&ピース | 1      |      | ○    |        |      |      |      |      |      |      | 82       |

備考
- 各月刊テレビ誌の2013年1月号によれば、19:00 - 21:54に放送されるとの情報があったが、放送日当日が第46回衆議院議員総選挙と東京都知事選挙の投開票日と重なった事で、19:58 - 翌2:00にFNN報道特別番組『FNN総選挙2012 ニッポンの決意 JAPAN'S DECISION』を放送する事になったため、放送枠が調整され、17:30 - 19:58に繰り上げ・短縮放送されることとなった。その結果17:30の報道番組『FNNスーパーニュースWEEKEND』が17:15に繰り上げの上15分に短縮、18:00の『ちびまる子ちゃん』、18:30の『サザエさん』は休止となった。
  - これについて、たけしは決勝直前の12月14日に「なんでこんな大事な日に漫才でバカ笑いしてるんだ、非国民だ!」と半ばネタ的に発言した。ただし、投開票日が決まったのは『THE MANZAI』のスケジュール決定よりも後である。
  - なお、クロスネット局のテレビ大分とテレビ宮崎では19:00からサッカーFIFAクラブワールドカップの中継をネットしたが、TOSは未ネット、一方のUMKは12月30日24:45 - 27:15に2週遅れで放送した。

- この回から3グループ12組で争われるようになった。

### 第3回（2013年）
| 成績           | コンビ名               | 所属事務所         | 決勝出場歴 | 予選通過順位   | グループ |
| -------------- | ---------------------- | ------------------ | ---------- | -------------- | -------- |
| 優勝           | ウーマンラッシュアワー | よしもとCA 東京    | 3年連続    | 1位            | B        |
| 2位            | 千鳥                   | よしもとCA 大阪    | 3年連続    | 2位            | A        |
| 3位            | NON STYLE              | よしもとCA 東京    | 2年連続    | 9位            | C        |
| グループ戦敗退 | レイザーラモン         | よしもとCA 大阪    | 初出場     | 8位            | A        |
| グループ戦敗退 | チーモンチョーチュウ   | よしもとCA 東京    | 初出場     | 7位            | A        |
| グループ戦敗退 | オジンオズボーン       | 松竹芸能           | 2年連続    | 6位            | A        |
| グループ戦敗退 | 学天即                 | よしもとCA 大阪    | 2年ぶり    | 11位           | B        |
| グループ戦敗退 | 風藤松原               | 太田プロダクション | 初出場     | 4位            | B        |
| グループ戦敗退 | 銀シャリ               | よしもとCA 大阪    | 2年ぶり    | 10位           | B        |
| グループ戦敗退 | 天竺鼠                 | よしもとCA 東京    | 初出場     | 5位            | C        |
| グループ戦敗退 | 東京ダイナマイト       | よしもとCA 大阪    | 初出場     | 3位            | C        |
| グループ戦敗退 | 流れ星                 | 浅井企画           | 初出場     | ワイルドカード | C        |

| ネタ順 | コンビ名             | 得票数 | 西川 | 秋元 | テリー | 巨人 | 大竹 | 石井 | 木村 | 天野 | 高須 | ワラテン |
| ------ | -------------------- | ------ | ---- | ---- | ------ | ---- | ---- | ---- | ---- | ---- | ---- | -------- |
| 1      | レイザーラモン       | 0      |      |      |        |      |      |      |      |      |      | 72       |
| 2      | チーモンチョーチュウ | 3      |      | ○    |        | ○    |      |      | ○    |      |      | 69       |
| 3      | オジンオズボーン     | 3      |      |      |        |      | ○    |      |      | ○    |      | 84       |
| 4      | 千鳥                 | 4      | ○    |      | ○      |      |      | ○    |      |      | ○    | 78       |

| ネタ順 | コンビ名               | 得票数 | 西川 | 秋元 | テリー | 巨人 | 大竹 | 石井 | 木村 | 天野 | 高須 | ワラテン |
| ------ | ---------------------- | ------ | ---- | ---- | ------ | ---- | ---- | ---- | ---- | ---- | ---- | -------- |
| 1      | 学天即                 | 0      |      |      |        |      |      |      |      |      |      | 76       |
| 2      | 風藤松原               | 3      |      |      |        |      | ○    | ○    | ○    |      |      | 77       |
| 3      | 銀シャリ               | 1      |      |      |        | ○    |      |      |      |      |      | 87       |
| 4      | ウーマンラッシュアワー | 6      | ○    | ○    | ○      |      |      |      |      | ○    | ○    | 87       |

| ネタ順 | コンビ名         | 得票数 | 西川 | 秋元 | テリー | 巨人 | 大竹 | 石井 | 木村 | 天野 | 高須 | ワラテン |
| ------ | ---------------- | ------ | ---- | ---- | ------ | ---- | ---- | ---- | ---- | ---- | ---- | -------- |
| 1      | 天竺鼠           | 0      |      |      |        |      |      |      |      |      |      | 86       |
| 2      | NON STYLE        | 4      | ○    |      |        | ○    |      |      |      | ○    |      | 99       |
| 3      | 東京ダイナマイト | 3      |      |      | ○      |      |      | ○    |      |      | ○    | 85       |
| 4      | 流れ星           | 3      |      | ○    |        |      | ○    |      | ○    |      |      | 92       |

| ネタ順 | コンビ名               | 得票数 | 西川 | 秋元 | テリー | 巨人 | 大竹 | 石井 | 木村 | 天野 | 高須 | ワラテン |
| ------ | ---------------------- | ------ | ---- | ---- | ------ | ---- | ---- | ---- | ---- | ---- | ---- | -------- |
| 1      | NON STYLE              | 2      | ○    |      |        |      |      |      |      |      |      | 99       |
| 2      | 千鳥                   | 3      |      |      |        |      |      | ○    |      | ○    | ○    | 91       |
| 3      | ウーマンラッシュアワー | 5      |      | ○    | ○      | ○    | ○    |      | ○    |      |      | 94       |

備考
- 優勝コンビのウーマンラッシュアワーは、記者会見終了後『全力教室』の緊急生放送SPに出演した。

### 第4回（2014年）
| 成績           | コンビ名             | 所属事務所                     | 決勝出場回数 | 予選通過順位   | グループ |
| -------------- | -------------------- | ------------------------------ | ------------ | -------------- | -------- |
| 優勝           | 博多華丸・大吉       | よしもとCA 東京                | 3年ぶり2回目 | 6位            | C        |
| 2位            | トレンディエンジェル | よしもとCA 東京                | 2年ぶり2回目 | 11位           | B        |
| 3位            | アキナ               | よしもとCA 大阪                | 初出場       | 7位            | A        |
| グループ戦敗退 | 2丁拳銃              | よしもとCA 東京                | 初出場       | 10位           | A        |
| グループ戦敗退 | エレファントジョン   | プロダクション人力舎           | 初出場       | 9位            | A        |
| グループ戦敗退 | 磁石                 | ホリプロコム                   | 2年ぶり3回目 | 4位            | A        |
| グループ戦敗退 | 馬鹿よ貴方は         | 無所属（フリー）               | 初出場       | 3位            | B        |
| グループ戦敗退 | 囲碁将棋             | よしもとCA 東京                | 3年ぶり2回目 | 2位            | B        |
| グループ戦敗退 | 学天即               | よしもとCA 大阪                | 2年連続3回目 | 1位            | B        |
| グループ戦敗退 | 和牛                 | よしもとCA 東京                | 初出場       | 8位            | C        |
| グループ戦敗退 | ダイアン             | よしもとCA 東京                | 初出場       | 5位            | C        |
| グループ戦敗退 | 三拍子               | サンミュージックプロダクション | 初出場       | ワイルドカード | C        |

| ネタ順 | コンビ名           | 得票数 | 西川 | 志村 | テリー | 巨人 | 小朝 | 大竹 | 渡辺 | 関根 | ヒロミ | ワラテン |
| ------ | ------------------ | ------ | ---- | ---- | ------ | ---- | ---- | ---- | ---- | ---- | ------ | -------- |
| 1      | 2丁拳銃            | 0      |      |      |        |      |      |      |      |      |        | 74       |
| 2      | エレファントジョン | 4      |      |      |        |      |      | ○    | ○    | ○    | ○      | 76       |
| 3      | アキナ             | 5      | ○    | ○    | ○      | ○    | ○    |      |      |      |        | 68       |
| 4      | 磁石               | 1      |      |      |        |      |      |      |      |      |        | 78       |

| ネタ順 | コンビ名             | 得票数 | 西川 | 志村 | テリー | 巨人 | 小朝 | 大竹 | 渡辺 | 関根 | ヒロミ | ワラテン |
| ------ | -------------------- | ------ | ---- | ---- | ------ | ---- | ---- | ---- | ---- | ---- | ------ | -------- |
| 1      | トレンディエンジェル | 8      | ○    | ○    | ○      |      | ○    | ○    | ○    | ○    | ○      | 71       |
| 2      | 馬鹿よ貴方は         | 0      |      |      |        |      |      |      |      |      |        | 71       |
| 3      | 囲碁将棋             | 1      |      |      |        |      |      |      |      |      |        | 78       |
| 4      | 学天即               | 1      |      |      |        | ○    |      |      |      |      |        | 73       |

| ネタ順 | コンビ名       | 得票数 | 西川 | 志村 | テリー | 巨人 | 小朝 | 大竹 | 渡辺 | 関根 | ヒロミ | ワラテン |
| ------ | -------------- | ------ | ---- | ---- | ------ | ---- | ---- | ---- | ---- | ---- | ------ | -------- |
| 1      | 和牛           | 0      |      |      |        |      |      |      |      |      |        | 75       |
| 2      | 博多華丸・大吉 | 6      | ○    | ○    | ○      |      |      |      |      | ○    | ○      | 79       |
| 3      | ダイアン       | 0      |      |      |        |      |      |      |      |      |        | 67       |
| 4      | 三拍子         | 4      |      |      |        | ○    | ○    | ○    | ○    |      |        | 73       |

| ネタ順 | コンビ名             | 得票数 | 西川 | 志村 | テリー | 巨人 | 小朝 | 大竹 | 渡辺 | 関根 | ヒロミ | ワラテン |
| ------ | -------------------- | ------ | ---- | ---- | ------ | ---- | ---- | ---- | ---- | ---- | ------ | -------- |
| 1      | アキナ               | 0      |      |      |        |      |      |      |      |      |        | 72       |
| 2      | トレンディエンジェル | 1      |      |      |        |      |      | ○    |      |      |        | 79       |
| 3      | 博多華丸・大吉       | 9      | ○    | ○    | ○      | ○    | ○    |      | ○    | ○    | ○      | 83       |

備考
- 各月刊テレビ誌の2015年1月号によれば、当初は19:00 - 21:54での放送を予定していたが、その後第47回衆議院議員総選挙の投開票日と重なった事で、19:58 - 翌1:55にFNN報道特別番組『FNN衆院選2014 THE SENKYO 〜ニッポンをしゃべり倒す!〜』を放送する事になったため、放送枠が調整され、第2回（2012年）と同じく17:30 - 19:58に放送。その結果『FNNスーパーニュースWEEKEND』が17:20に繰り上げの上10分に短縮、『ちびまる子ちゃん』と『サザエさん』は休止となった。
  - これについて、決勝大会のオープニングにて司会の岡村が「4回放送してその内の2回が選挙で被る番組はそうそうない」とコメントした。

- 番組の最後に『THE SENKYO』に出演する宮根誠司が登場し、優勝した博多華丸・大吉に優勝後初の仕事として、同番組での選挙をテーマにした漫才をオファーした。

## 歴代本戦サーキット結果
- ワイルドカード決定戦からの決勝進出者は金背景で強調する。

### 第1回（2011年）

#### 認定漫才師
- アメリカザリガニ
- アルコ&ピース
- 囲碁将棋
- ウーマンラッシュアワー
- エルシャラカーニ
- 学天即
- キングコング
- 銀シャリ
- グランジ
- ザ・パンチ
- さらば青春の光
- 磁石
- ジャルジャル
- シャンプーハット
- スーパーマラドーナ
- スパローズ
- スリムクラブ
- ダイノジ
- チキチキジョニー
- 千鳥
- テンダラー
- 東京ダイナマイト
- トータルテンボス
- 土佐駒
- ドレッドノート
- トレンディエンジェル
- ナイツ
- 流れ星
- 南海キャンディーズ
- 2700
- ニレンジャー
- Hi-Hi
- 博多華丸・大吉
- バッドボーイズ
- ハマカーン
- ハライチ
- はりけ〜んず
- パンクブーブー
- ビタミンS
- 風藤松原[注 15]
- プリマ旦那
- 平成ノブシコブシ
- POISON GIRL BAND
- ぽ〜くちょっぷ
- マヂカルラブリー
- メッセンジャー
- U字工事
- 夕凪ロマネコンティ
- 吉田たち
- 我が家

#### 各本戦サーキット
| 日程     | 地区 | 会場              | 結果                   | 結果             | 結果           |
| 日程     | 地区 | 会場              | 1位                    | 2位              | 3位            |
| -------- | ---- | ----------------- | ---------------------- | ---------------- | -------------- |
| 10月2日  | 東京 | ルミネtheよしもと | ハマカーン             | マヂカルラブリー | アルコ＆ピース |
| 10月16日 | 京都 | よしもと祇園花月  | ウーマンラッシュアワー | チキチキジョニー | スリムクラブ   |
| 11月6日  | 東京 | ルミネtheよしもと | パンクブーブー         | ナイツ           | 磁石           |
| 11月19日 | 大阪 | 5upよしもと       | 千鳥                   | 学天即           | テンダラー     |
| 11月27日 | 東京 | ルミネtheよしもと | パンクブーブー         | 磁石             | スリムクラブ   |

#### サーキットランキング
決勝大会の放送中に、国民ワラテンテストプレイヤーとして出演したダイノジが30位だったことが紹介された。
| 順位 | グループ名             | サーキットポイント | サーキットポイント | サーキットポイント |
| 順位 | グループ名             | 1回目              | 2回目              | 計                 |
| ---- | ---------------------- | ------------------ | ------------------ | ------------------ |
| 1位  | パンクブーブー         | 20点               | 20点               | 40点               |
| 2位  | 磁石                   | 14点               | 16点               | 30点               |
| 3位  | ハマカーン             | 20点               | 9点                | 29点               |
| 4位  | スリムクラブ           | 14点               | 14点               | 28点               |
| 5位  | 千鳥                   | 7点                | 20点               | 27点               |
| 6位  | ナイツ                 | 16点               | 11点               | 27点               |
| 7位  | テンダラー             | 14点               | 13点               | 27点               |
| 8位  | ウーマンラッシュアワー | 20点               | 6点                | 26点               |
| 9位  | 学天即                 | 10点               | 16点               | 26点               |
| 10位 | アルコ&ピース          | 14点               | 12点               | 26点               |
| 11位 | チキチキジョニー       | 16点               | 8点                | 24点               |
| 12位 | エルシャラカーニ       | 13点               | 11点               | 24点               |
| 13位 | 博多華丸・大吉         | 10点               | 12点               | 22点               |
| 14位 | Hi-Hi                  | 12点               | 10点               | 22点               |
| 15位 | 囲碁将棋               | 9点                | 12点               | 21点               |

| 順位 | グループ名           |
| ---- | -------------------- |
| 16位 | スーパーマラドーナ   |
| 17位 | マヂカルラブリー     |
| 18位 | 南海キャンディーズ   |
| 19位 | 2700                 |
| 20位 | スパローズ           |
| 21位 | さらば青春の光       |
| 22位 | 東京ダイナマイト     |
| 23位 | トレンディエンジェル |
| 24位 | 銀シャリ             |
| 25位 | 夕凪ロマネコンティ   |

### 第2回（2012年）

#### 認定漫才師
- アインシュタイン
- 赤い自転車
- アルコ&ピース
- 囲碁将棋
- ウーマンラッシュアワー
- ウエストランド
- S×L
- エルシャラカーニ
- エレファントジョン
- オジンオズボーン
- COWCOW
- 学天即
- 勝又
- さらば青春の光
- 三拍子
- 磁石
- シャイニングスターズ
- ジャルジャル
- ジャングルポケット
- 新宿カウボーイ
- スーパーマラドーナ
- スパローズ
- スリムクラブ
- ダイノジ
- タイムマシーン3号
- タモンズ
- チーモンチョーチュウ
- 千鳥
- 天竺鼠
- テンダラー
- Dr.ハインリッヒ
- トレンディエンジェル
- 中川家
- 流れ星
- 2丁拳銃
- ニッチェ
- NON STYLE
- パープーズ
- Hi-Hi
- ハマカーン
- 風藤松原
- ボーイフレンド
- マヂカルラブリー
- マシンガンズ
- モンスターエンジン
- ライセンス
- レイザーラモン
- ロザン
- 和牛
- 笑い飯

#### ゲスト
- 「THE MANZAI 2012 認定漫才師50組大集結SP」にて、デニスが51位としてワラテンのテスト要員に選ばれ、番組の最後に出演してネタを披露した。

#### 各本戦サーキット
| 日程     | 地区 | 会場               | 結果             | 結果                   | 結果               |
| 日程     | 地区 | 会場               | 1位              | 2位                    | 3位                |
| -------- | ---- | ------------------ | ---------------- | ---------------------- | ------------------ |
| 10月6日  | 東京 | ルミネtheよしもと  | 笑い飯           | オジンオズボーン       | ハマカーン         |
| 10月21日 | 京都 | よしもと祇園花月   | 千鳥             | ウーマンラッシュアワー | テンダラー         |
| 11月3日  | 東京 | ルミネtheよしもと  | オジンオズボーン | ハマカーン             | アルコ＆ピース     |
| 11月17日 | 大阪 | なんばグランド花月 | 千鳥             | NON STYLE              | スーパーマラドーナ |
| 11月25日 | 東京 | ルミネtheよしもと  | 磁石             | トレンディエンジェル   | 囲碁将棋           |

#### サーキットランキング
決勝大会の事前番組にて、ジャルジャルが28位、ダイノジが34位、新宿カウボーイが36位、レイザーラモンが44位、ジャングルポケットが46位だったことが発表された。
| 順位 | グループ名             | サーキットポイント | サーキットポイント | サーキットポイント |
| 順位 | グループ名             | 1回目              | 2回目              | 計                 |
| ---- | ---------------------- | ------------------ | ------------------ | ------------------ |
| 1位  | 千鳥                   | 20点               | 20点               | 40点               |
| 2位  | オジンオズボーン       | 16点               | 20点               | 36点               |
| 3位  | 笑い飯                 | 20点               | 13点               | 33点               |
| 4位  | 磁石                   | 13点               | 20点               | 33点               |
| 5位  | ハマカーン             | 14点               | 16点               | 30点               |
| 6位  | ウーマンラッシュアワー | 16点               | 11点               | 27点               |
| 7位  | アルコ&ピース          | 14点               | 13点               | 27点               |
| 8位  | スーパーマラドーナ     | 12点               | 14点               | 26点               |
| 9位  | NON STYLE              | 9点                | 16点               | 25点               |
| 10位 | トレンディエンジェル   | 9点                | 16点               | 25点               |
| 11位 | テンダラー             | 14点               | 10点               | 24点               |

| 順位 | グループ名           |
| ---- | -------------------- |
| 12位 | チーモンチョーチュウ |
| 13位 | エルシャラカーニ     |
| 14位 | 囲碁将棋             |
| 15位 | エレファントジョン   |
| 16位 | ウエストランド       |
| 17位 | スパローズ           |
| 18位 | Hi-Hi                |
| 19位 | 中川家               |
| 20位 | ロザン               |

### 第3回（2013年）

#### 認定漫才師
- アインシュタイン
- アームストロング
- 相席スタート
- アルコ&ピース
- 囲碁将棋
- インディアンス
- ウーマンラッシュアワー
- ウエストランド
- S×L
- エルシャラカーニ
- エレファントジョン
- えんにち
- オジンオズボーン
- カーニバル
- 学天即
- かまいたち
- キングコング
- 銀シャリ
- コマンダンテ
- サカイスト
- 三四郎
- 三拍子
- 磁石
- ジャルジャル
- 笑撃戦隊
- スパナペンチ
- スパローズ
- 超新塾
- タモンズ
- チーモンチョーチュウ
- 千鳥
- どきどきキャンプ
- 天竺鼠
- テンダラー
- 東京ダイナマイト
- トレンディエンジェル
- トンファー
- 流れ星
- なすなかにし
- 2丁拳銃
- NON STYLE
- Hi-Hi
- ハライチ
- 風藤松原
- ブルーセレブ
- 三日月マンハッタン
- モンスターエンジン
- ゆにばーす
- レイザーラモン
- 和牛

#### ゲスト
- 2回戦で敗退した芸人から各日1組ずつが選ばれ、ゼロ番手として本戦サーキットの前説を担当した。
  - 東京・10月20日：ボーイフレンド
  - 大阪・10月27日：アキナ
  - 東京・11月9日：ダイタク
  - 京都・11月16日：タナからイケダ
  - 東京・11月24日：マキシマムパーパーサム
- 「THE MANZAI2013 認定漫才師50組大集結! この中から日本一の漫才師が決まるぞSP」にて、プラスマイナスが51位としてワラテンのテスト要員に選ばれ、番組の最後に出演してネタを披露した。

#### 各本戦サーキット
| 日程     | 地区 | 会場               | 結果                   | 結果                 | 結果             |
| 日程     | 地区 | 会場               | 1位                    | 2位                  | 3位              |
| -------- | ---- | ------------------ | ---------------------- | -------------------- | ---------------- |
| 10月20日 | 東京 | ルミネtheよしもと  | 風藤松原               | スパナペンチ         | オジンオズボーン |
| 10月27日 | 大阪 | なんばグランド花月 | ウーマンラッシュアワー | 千鳥                 | （不明）         |
| 11月9日  | 東京 | ルミネtheよしもと  | 天竺鼠                 | チーモンチョーチュウ | レイザーラモン   |
| 11月16日 | 京都 | よしもと祇園花月   | ウーマンラッシュアワー | 千鳥                 | （不明）         |
| 11月24日 | 東京 | ルミネtheよしもと  | 東京ダイナマイト       | ジャルジャル         | （不明）         |

#### サーキットランキング
決勝大会の放送中に、国民ワラテンテストプレイヤーとして出演したトレンディエンジェルが28位だったことが紹介された。
| 順位 | グループ名             | サーキットポイント | サーキットポイント | サーキットポイント |
| 順位 | グループ名             | 1回目              | 2回目              | 計                 |
| ---- | ---------------------- | ------------------ | ------------------ | ------------------ |
| 1位  | ウーマンラッシュアワー | 20点               | 20点               | 40点               |
| 2位  | 千鳥                   | 16点               | 16点               | 32点               |
| 3位  | 東京ダイナマイト       | 9点                | 20点               | 29点               |
| 4位  | 風藤松原               | 20点               | 8点                | 28点               |
| 5位  | 天竺鼠                 | 20点               | 7点                | 27点               |
| 6位  | オジンオズボーン       | 14点               | 13点               | 27点               |
| 7位  | チーモンチョーチュウ   | 10点               | 16点               | 26点               |
| 8位  | レイザーラモン         | 14点               | 11点               | 25点               |
| 9位  | NON STYLE              | 不明               | 不明               | 24点               |
| 10位 | 銀シャリ               | 不明               | 不明               | 24点               |
| 11位 | 学天即                 | 不明               | 不明               | 24点               |

| 順位 | グループ名       |
| ---- | ---------------- |
| 12位 | ジャルジャル     |
| 13位 | 和牛             |
| 14位 | テンダラー       |
| 15位 | 流れ星           |
| 16位 | 磁石             |
| 17位 | どきどきキャンプ |
| 18位 | 相席スタート     |
| 19位 | スパナペンチ     |
| 20位 | 囲碁将棋         |

### 第4回（2014年）

#### 認定漫才師
- アキナ
- 阿佐ヶ谷姉妹
- 囲碁将棋
- ウエストランド
- S×L
- LLR
- エレファントジョン
- 学天即
- かまいたち
- クロスバー直撃
- コマンダンテ
- サカイスト
- ザ・ぼんち
- さらば青春の光
- 三拍子
- 磁石
- 霜降り明星
- ジャングルポケット
- 笑撃戦隊
- 湘南デストラーデ
- スピードワゴン
- 三四郎
- ダイアン
- ダイノジ
- 田畑藤本
- チーモンチョーチュウ
- トータルテンボス
- トップリード
- トレンディエンジェル
- 流れ星
- なすなかにし
- 2丁拳銃
- ニューヨーク
- 博多華丸・大吉
- 馬鹿よ貴方は
- 浜口浜村
- ハライチ
- 藤崎マーケット
- POISON GIRL BAND
- マシンガンズ
- 三日月マンハッタン
- 見取り図
- ムニムニヤエバ
- モグライダー
- ゆにばーす
- 吉田たち
- レイザーラモン
- ロシアンモンキー
- ロングコートダディ
- 和牛

#### ゲスト
- 2回戦で敗退した芸人から各日1組ずつが選ばれ、ゼロ番手として本戦サーキットの前説を担当した。
  - 東京・10月12日：ダイタク
  - 京都・10月25日：武者武者
  - 東京・11月1日：鶏あえず
  - 大阪・11月9日：アインシュタイン
  - 東京・11月23日：プラスマイナス
- 本年度はワラテンのテスト要員枠はなく、「THE MANZAI2014 認定漫才師50組大お披露目SP〜今年一番おもしろい漫才師は誰だ!?〜」の最後では、その代わりに出演者の中から井戸田潤（スピードワゴン）が登場してピン芸のハンバーグ師匠のネタを披露した。

#### 各本戦サーキット
| 日程     | 地区 | 会場               | 結果         | 結果               | 結果     |
| 日程     | 地区 | 会場               | 1位          | 2位                | 3位      |
| -------- | ---- | ------------------ | ------------ | ------------------ | -------- |
| 10月12日 | 東京 | ルミネtheよしもと  | 馬鹿よ貴方は | 三四郎             | 囲碁将棋 |
| 10月25日 | 京都 | よしもと祇園花月   | 学天即       | ダイアン           | (不明)   |
| 11月1日  | 東京 | ルミネtheよしもと  | 囲碁将棋     | エレファントジョン | (不明)   |
| 11月9日  | 大阪 | なんばグランド花月 | 学天即       | コマンダンテ       | (不明)   |
| 11月23日 | 東京 | ルミネtheよしもと  | 磁石         | レイザーラモン     | (不明)   |

#### サーキットランキング
11月30日放送の特別番組『THE MANZAI2014決勝進出者11組お披露目SP!』にて、ハライチが21位だったことが紹介された。
| 順位 | グループ名           | サーキットポイント | サーキットポイント | サーキットポイント |
| 順位 | グループ名           | 1回目              | 2回目              | 計                 |
| ---- | -------------------- | ------------------ | ------------------ | ------------------ |
| 1位  | 学天即               | 20点               | 20点               | 40点               |
| 2位  | 囲碁将棋             | 14点               | 20点               | 34点               |
| 3位  | 馬鹿よ貴方は         | 20点               | 13点               | 33点               |
| 4位  | 磁石                 | 13点               | 20点               | 33点               |
| 5位  | ダイアン             | 16点               | 11点               | 27点               |
| 6位  | 博多華丸・大吉       | 不明               | 不明               | 25点               |
| 7位  | アキナ               | 不明               | 不明               | 25点               |
| 8位  | 和牛                 | 不明               | 不明               | 25点               |
| 9位  | エレファントジョン   | 8点                | 16点               | 24点               |
| 10位 | 2丁拳銃              | 不明               | 不明               | 24点               |
| 11位 | トレンディエンジェル | 不明               | 不明               | 24点               |

| 順位 | グループ名           |
| ---- | -------------------- |
| 12位 | 三拍子               |
| 13位 | レイザーラモン       |
| 14位 | コマンダンテ         |
| 15位 | ムニムニヤエバ       |
| 16位 | 流れ星               |
| 17位 | 三四郎               |
| 18位 | POISON GIRL BAND     |
| 19位 | チーモンチョーチュウ |
| 20位 | 三日月マンハッタン   |

## 放送日時
| 回 | 放送日         | 放送時間      | 視聴率（関東） | 備考                 |
| -- | -------------- | ------------- | -------------- | -------------------- |
| 1  | 2011年12月17日 | 19:00 - 23:10 | 15.6%          | 『土曜プレミアム』枠 |
| 2  | 2012年12月16日 | 17:30 - 19:58 | 17.3%          |                      |
| 3  | 2013年12月15日 | 19:00 - 21:39 | 12.5%          |                      |
| 4  | 2014年12月14日 | 17:30 - 19:58 | 11.0%          |                      |

## 各種記録等

### 決勝進出回数
3回進出したコンビを記載。
| 回数 | コンビ名               | 年             |
| ---- | ---------------------- | -------------- |
| 3回  | 千鳥                   | 2011-2013      |
| 3回  | ウーマンラッシュアワー | 2011-2013      |
| 3回  | 磁石                   | 2011,2012,2014 |
| 3回  | 学天即                 | 2011,2013,2014 |

### 得票数
8票以上獲得したコンビを記載。
| 票数 | コンビ名             | 年・グループ    |
| ---- | -------------------- | --------------- |
| 9票  | パンクブーブー       | 2011 グループC  |
| 9票  | アルコ&ピース        | 2012 グループC  |
| 9票  | 博多華丸・大吉       | 2014 ファイナル |
| 8票  | ナイツ               | 2011 グループA  |
| 8票  | 千鳥                 | 2011 グループD  |
| 8票  | ハマカーン           | 2012 ファイナル |
| 8票  | トレンディエンジェル | 2014 グループB  |

### 国民ワラテン得点ランキング
90点以上を獲得したコンビを記載。
| 得点 | コンビ名               | 年・グループ    |
| ---- | ---------------------- | --------------- |
| 99点 | NON STYLE              | 2013 グループC  |
| 99点 | NON STYLE              | 2013 ファイナル |
| 94点 | ウーマンラッシュアワー | 2013 ファイナル |
| 92点 | 流れ星                 | 2013 グループC  |
| 91点 | 千鳥                   | 2013 ファイナル |
| 90点 | NON STYLE              | 2012 グループB  |

## 関連番組・イベント
一部を除き、フジテレビのみで放送。

### 認定漫才師50組大集結SP
認定漫才師発表後、夏の時期に深夜番組として認定漫才師50組を集めたネタ見せ番組を放送している。司会はナインティナイン。
放送の度に番組タイトルは変更されている。2回目以降より、以下のような決まりごとやお約束がある。
1. 番組タイトルには「50組」と銘打っているものの、スケジュールの都合で出演できない認定漫才師が毎回数組いる。
2. 番組内には50組近い芸人が出演するため、各漫才師のネタ披露時間は「1分30秒」となっている。
3. 出演順は「コンビ歴の長い順（2014年は推定年収の高い順）」となっている。その理由は、「仮にコンビ歴の短い順にすると後の方に出演する漫才師は芸歴が長く達者なため、前の出番の若手漫才師のネタの「かぶせ」を行うなど、正当な漫才を披露しない可能性があるため」とのこと。

#### ナインティナインのTHE MANZAI 真夏のネタ連発SP
2011年8月20日深夜の「DO!深夜」枠で3時間20分に渡り放送。今回のみ「ネタ披露時間3分」で、出演順は「ナインティナインがよく知っている漫才師」「まぁ知っている漫才師」「少しだけ知っている漫才師」「名前は知っている漫才師」「知らない漫才師」と区分けされて漫才を披露した。
不出演の認定漫才師は、キングコング、ハマカーン、プリマ旦那の3組。また、南海キャンディーズは山崎静代のみスケジュールが合わず、山里亮太がトークのみに出演。

#### THE MANZAI2012 認定漫才師50組大集結SP 〜日本一の漫才師は誰だ!?〜
2012年9月22日深夜の「DO!深夜」枠で2時間50分に渡り放送。
不出演の認定漫才師は、COWCOW、レイザーラモン、千鳥、チーモンチョーチュウ、モンスターエンジン、さらば青春の光、ウーマンラッシュアワー（芸歴順）の7組。

#### THE MANZAI2013 認定漫才師50組大集結! この中から日本一の漫才師が決まるぞSP
2013年9月20日深夜の「ゴールデンブレイク」枠で3時間に渡り放送。
不出演の認定漫才師は、Hi-Hi、テンダラー、レイザーラモン、サカイスト、キングコング、NON STYLE、チーモンチョーチュウ、天竺鼠、ジャルジャル、エレファントジョン、かまいたち、トレンディエンジェル、ハライチ、銀シャリ、モンスターエンジン、ブルーセレブ、S×L（芸歴順）の17組。

#### 日清食品 THE MANZAI2014 認定漫才師50組大お披露目SP〜今年一番おもしろい漫才師は誰だ!?〜
2014年9月23日深夜に3時間に渡り放送。
不出演の認定漫才師は、博多華丸・大吉、トータルテンボス、ダイノジ、レイザーラモン、藤崎マーケット、ジャングルポケット、トレンディエンジェル、LLR（推定年収順）の8組。

### THE MANZAI応援番組

#### おかっちM.C. THE MANZAI 応援宣言!
2011年10月10日開始、同年12月22日終了。月-木曜日の深夜24:35-24:45に放送される帯番組。タイトルは岡村の相方矢部浩之司会の『やべっちFC〜日本サッカー応援宣言〜』のパロディ。岡村隆史の冠番組である。（相方の矢部は「ハーイ！矢部氏」のコーナーでのVTR出演しかしておらず、しかもその内容は三田アナの紹介をされるだけである）
他にフジテレビアナウンサーの佐野瑞樹・三田友梨佳が出演。認定漫才師の紹介や決勝の展望、本選サーキットの途中経過などを放送する。収録放送だが元ネタに対抗して「疑似生放送」と銘打っており、10分放送（岡村曰く「正味6分間」）に無理やりコーナーやトークを収めようとし、肝心の漫才の話がなかなか出来ないのがお約束となっている。11月28日放送分より、冒頭ナレーションおよび、テロップにて決勝戦までのカウントダウンが行われている。それ以降は「本番に向けて忙しい」認定漫才師を呼ばず、サーキットを棄権した風藤松原と、2回戦で脱落しつつも岡村が「ただ見たい」ためによんだCOWCOW、そして矢部浩之による「優勝予想トーク」がメインとなった。
大会終了後にも、決勝進出芸人15組とワイルドカード決定戦出場者10組が参加しての「ぶっちゃけトーク打ち上げ大会」（大会直後に収録）を4日に渡って放送し、最終回にて岡村の口からパンクブーブーに「優勝賞品は帯番組で、この枠を引き継いで放送する」という事実が発表された。
後番組は前述の「優勝賞品」であるパンクブーブーの冠番組「ミタパンブー」。
| 放送対象地域   | 放送局            | 系列           | 放送時間                                                                                    | 遅れ                       |
| -------------- | ----------------- | -------------- | ------------------------------------------------------------------------------------------- | -------------------------- |
| 関東広域圏     | フジテレビ(CX)    | フジテレビ系列 | 月曜-木曜 24:35 - 24:45                                                                     | 同時ネット                 |
| 宮城県         | 仙台放送(OX)      | フジテレビ系列 | 月曜-木曜 24:35 - 24:45                                                                     | 同時ネット                 |
| 岡山県・香川県 | 岡山放送(OHK)     | フジテレビ系列 | 月曜-木曜 24:35 - 24:45                                                                     | 同時ネット                 |
| 広島県         | テレビ新広島(TSS) | フジテレビ系列 | 月曜-木曜 24:35 - 24:45                                                                     | 同時ネット                 |
| 愛媛県         | テレビ愛媛(EBC)   | フジテレビ系列 | 月曜-木曜 24:35 - 24:45                                                                     | 同時ネット                 |
| 長崎県         | テレビ長崎(KTN)   | フジテレビ系列 | 月曜-木曜 24:35 - 24:45                                                                     | 同時ネット                 |
| 鹿児島県       | 鹿児島テレビ(KTS) | フジテレビ系列 | 月曜-木曜 24:35 - 24:45                                                                     | 同時ネット                 |
| 近畿広域圏     | 関西テレビ(KTV)   | フジテレビ系列 | 12月12日 25:45 - 25:55 12月13日 25:30 - 25:40 12月14日 26:23 - 26:33 12月15日 25:30 - 25:40 | 55分遅れ 83分遅れ 55分遅れ |

#### おかっちラーメン
2012年10月26日深夜に放送された「THE MANZAI」応援番組。ラーメン屋の大将に扮した岡村のもとに、矢部と認定漫才師が客として来店してトークを行うという設定。本戦サーキット上位ランカーや番組内で笑いを取った芸人は「お湯」を獲得し、日清食品の即席ラーメンが堪能できるというシステム。
岡村によると、前年に放送していた『おかっちM.C.』の放送枠が2012年度は取れなかったため、1回のみの特別番組として放送することになったという。

#### 日清食品 THE MANZAI 2013 運命の決戦まであと○日スペシャル!!
2013年12月9日から12月13日までの期間で深夜（時間はニュースJAPAN＆すぽると!が終了した後）に、フジテレビほか一部地域で放送されている「THE MANZAI」応援番組。12月15日の日曜日よる7時から放送される予定の「日本一おもしろい漫才師を決める大会」の見どころと、この大会を楽しみにしている有名人達の応援VTRコメントを、「THE MANZAI」が行われるスタジオで披露される番組。なお、タイトルの○は「放送まであと何日」という意味である。

#### 日清食品 THE MANZAI 2013 今夜7時から決勝!直前生放送スペシャル!!
生放送当日である2013年12月15日の午後（13:00 - 13:55）にフジテレビ・北海道文化放送の2局で放送した直前生特番。関西テレビは時差ネット（13:54 - 14:49）で放送。

### THE MANZAIへの道
2011年10月11日開始、同年12月20日終了。毎週火曜日22:54-23:00のミニ番組。
| フジテレビ 月 - 木曜深夜 24:35 - 24:45 | フジテレビ 月 - 木曜深夜 24:35 - 24:45 | フジテレビ 月 - 木曜深夜 24:35 - 24:45 |
| 前番組                                 | 番組名                                 | 次番組                                 |
| -------------------------------------- | -------------------------------------- | -------------------------------------- |
| 天使の美容室〜髪が乾くまで…〜          | おかっちM.C. THE MANZAI 応援宣言!      | ミタパンブー                           |

| フジテレビ 火曜22:54 - 23:00（ミニ番組） | フジテレビ 火曜22:54 - 23:00（ミニ番組） | フジテレビ 火曜22:54 - 23:00（ミニ番組） |
| 前番組                                   | 番組名                                   | 次番組                                   |
| ---------------------------------------- | ---------------------------------------- | ---------------------------------------- |
| 森のささやき                             | THE MANZAIへの道                         | マナブル〜学ぶキミと夢へのバイブル〜     |

### THE MANZAIツアー
全国各地で開催される認定漫才師によるツアーイベント。

## スタッフ

### 過去のスタッフ
- 制作統括：港浩一（フジテレビ、第4回まで）
- 制作：小須田和彦（第1回）、小松純也（第1,4回）、宮道治朗（第2,3回）、佐々木将（第2-4回）、金田耕司（第4回）(共にフジテレビ)
- 構成：今村クニト（第2回）
- ブレーン：一色秋三郎（第2回、第1回は構成）、高須光聖[注 22]、伊藤正宏（高須・伊藤→第3回）、萩原芳樹（第3,4回）、長谷川朝二・小川浩之・内村宏幸・中野俊成、森詩津規（森→第3,4回）、松本真一、寺本覚（寺本→第3,4回）[注 23]
- アクリル装飾：斉藤祐介（第5回まで）
- 衣装：珍田愉華
- TM：高瀬義美（第5回まで）
- SW：松本英士（フジテレビ）
- CAM：高瀬和彦、上田軌行（上田→第6回）
- AUD：本間祥吾、戸田裕生（戸田→フジテレビ）
- VE：南雲幸平（南雲→フジテレビ）、水野博道（水野→第5回）、山下悠介（山下→一時離脱→第6回）
- TK：松下絵里、水越理恵
- CG：森田恵子、久保田幸
- 編集：武藤洋徳（第4回まで）
- MA：渡邊優久（第4回まで）
- 編成：渋谷謙太郎・情野誠人（フジテレビ・第1回）、未表記（第3回）
- 広報：瀬田裕幸（フジテレビ）、西本麻里子（カンテレ・第3-5回、第2回は宣伝）、瀧澤航一郎（フジテレビ・第4,5回）、高橋慶哉（フジテレビ・第6回）
- モバイル（第3回）：寺記夫（ - 第2回）
- 映像コンテンツ（第3回）：髙木由佳（第3回）
- コンテンツデザイン（第4回）：三木絵里加（第3回はモバイル）
- ホームページ：井上篤
- 営業：橋本英司・増子知希（フジテレビ・第1回）、吉田高次（フジテレビ・第2,3回）、丹羽花奈（フジテレビ）、上原麻祐梨（丹羽・上原→第4回）、中野祐治（第6回）
- 第3回から広報と統合：宇野智美（フジテレビ・第1回）
- 大会運営：道上雄伍・岩井あかり（第1回）、高橋綾子・柿原瑠美子（第2回）、中村礼（第2,3回）、上妻正純（第2-4回）、帯川航（第3,4回）、土屋朋之（第4回）
- 制作進行：内原弘二（第1回）
- デスク：中成子（第1回）、高畑知恵子（第2,3回）、馬場瞳（第4-6回）
- 制作プロデューサー：三浦淳・萬匠祐貴（フジテレビ・第1回）、金佐智絵（SPINGLASS）、朝倉千代子（アルファ・グリッド）、利光智子（ケーテン）、竹内承（SPINGLASS）（朝倉以降→第4回）
- ディレクター：田中孝明・大江菊臣・加藤智章（フジテレビ・第1回）、林剛史（FDW・第1回）、鈴木智也（第1回）、嶋田武史（ウイッシュカンパニー・第1回）、夫馬教行（第1回）、有川崇（アルファ・グリッド、第4回まで）、有元厚二（SPINGLASS、第4回まで）、阿部裕一郎（第2-4回）、日置祐貴（フジテレビ、第2-4回）、尾越功（第2,3回）、田中啓太郎、比留間隆之、植田邦宏（田中～植田→第4回）、矢﨑裕明（フジテレビ、第4回）
- 演出：小仲正重（フジテレビ、第2,3回）、竹内誠（フジテレビ、第2-4回）
- プロデューサー：仲村孝明（アルファ・グリッド、第4回まで）、稲冨聡（よしもとCA・第6回まで）、五十嵐剛（フジテレビ・第6回）
- チーフプロデューサー：生沼教行（よしもとCA・第1回）、不在（第2回）
- 企画統括：片岡飛鳥（フジテレビ・第1回）
- 技術協力：八峯テレビ・フジライティング・アンド・テクノロジイ（第2回まで、両社が合併したため）、ボイス&ハート（第2回）、田中電設（ - 第2回）
- 協力：BEEPS（ - 第2回）